# Faget
«Faget» — песня, сочинённая и записанная американской ню-метал-группой Korn для своего дебютного одноимённого альбома.

## Музыкальное видео
Как и «Good God», песня из второго студийного альбома Korn, Life Is Peachy, видео на «Faget» было снято, но официально не издавалось, как и сама песня не вышла в виде сингла, возможно из-за постоянной нецензурной ругани. Видеоклип на песню «Faget» можно увидеть на первом документальном видео, Who Then Now?, которое также вошло целиком на DVD Deuce, выпущенном в 2002. Видео представляет собой группу играющую песню в комнате с красными шторами.

## Значение песни
Вокалист Джонатан Дэвис утверждает, что песня основана на его детстве, в котором он подвергался нападкам со стороны школьных качков, которые называли его «педиком» (англ. "faget", намеренное оскорбительное искажение слова fagot — рус. "педераст") за то, что он интересовался искусством, музыкой новой волны и носил подводку для глаз:

«Все думают, что я пытался задеть геев этой песней, но это не так. В действительности песня обо мне, идущим по школе под выкрики „киска“, „квир“ и всё в таком духе, и о том как достают эти качки.» — Джонатан Дэвис

Песня была написана сразу после того, как Джонатан Дэвис присоединился к Korn. Брайан "Head" Уэлч вспоминал:

 Джонатан переехал к нам со своей подругой, и я помню, как сидел в комнате, которую он арендовал. У меня там была моя гитара, и я написал рифф. Мы только что придумали песню «Faget» прямо тогда и там. Это было самое начало. 